# Bolu (tartomány)
Koordináták: é. sz. 40° 40′ 45″, k. h. 31° 33′ 30″40.679167°N 31.558333°E
Bolu tartomány Törökország Fekete-tengeri régiójában található, Ankara és Isztambul között félúton. Területe 10 037 km², lakossága 261 900 fő. Székhelye Bolu városa.
A tartomány területén húzódik a Bolu hegység erdős vonulata, mely elzárja az Ankara-Isztambul autópálya útvonalát. Egészen 2007-ig, a Bolu alagút megépítéséig az autópályán haladók a hegy miatt Bolun keresztül voltak kénytelenek kerülni, gyakran itt álltak meg pihenőt tartani. A tartomány kiváló ételeiről nevezetes, Mengen városában minden évben főzőversenyt rendeznek. A hegyvidék a kirándulók és hegymászók egyik kedvence. A tartomány egyes részein előfordulhatnak földrengések.

## Ilcsék
A tartománynak 9 ilcséje van:
- Bolu
- Dörtdivan
- Gerede
- Göynük
- Kıbrıscık
- Mengen
- Mudurnu
- Seben
- Yeniçağa

## Látnivalók
- Abant-tó - Édesvizű krátertó a hegyek között, hévforrásokkal.
- Yedigöller Nemzeti Park: nevének jelentése hét tó, jelezvén, hogy a park területén számos tó található.
- A Köroğlu hegyek, melyek a legenda szerint a Köroğlu-mondák helyszíne
- Kartalkaya - Törökország egyik legnépszerűbb síparadicsoma